# Malmöhus län

Das Wappen der ehemaligen Provinz

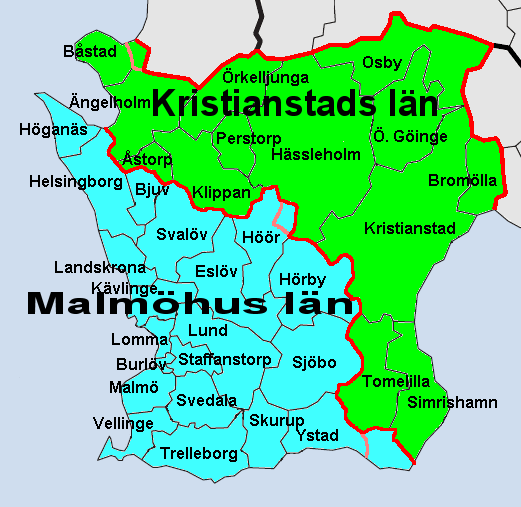
Die früheren Provinzen Malmöhus län und Kristianstads län. Sie wurden 1997 zur neuen Provinz Skåne län zusammengeschlossen.

Malmöhus län war von 1661 bis 1997 eine schwedische Provinz (län) in der historischen Provinz Schonen (schwed. Skåne). Sie ging zusammen mit Kristianstads län in der Provinz Skåne län auf.

## Geschichte
Malmöhus län (dän. Malmøhus Len) ist 1526, während der dänischen Zeit, entstanden. Dieses war jedoch kleiner als das spätere schwedische Län. Um 1540 ging die Provinz Lindholm Len (schwed. Lindholmens län) in Malmöhus län auf. 1669 wurde das nunmehr schwedische Malmöhus län mit den damaligen Provinzen Helsingborgs län und Landskrona län vereinigt und behielt seine Form bis 1997. Die Residenzstadt der Provinz war Malmö. Der Länsbuchstabe „M“ für Malmöhus län wurde für die Provinz Skåne län übernommen.

## Administrative Einteilung
Nach der letzten Kommunalreform am 1. Januar 1977 gehörten folgende Gemeinden zur Provinz:
- Bjuv
- Burlöv
- Eslöv
- Helsingborg
- Höganäs
- Hörby
- Höör
- Kävlinge
- Landskrona
- Lomma
- Lund
- Malmö
- Sjöbo
- Skurup
- Staffanstorp
- Svalöv
- Svedala
- Trelleborg
- Vellinge
- Ystad